# José Tomás Rentería
José Tomás Rentería (Binisalem, 1895 - México, 1944) fue un médico y político republicano de Mallorca, España, que llegó a ser alcalde de Palma.
Licenciado en Medicina, se especializó en odontología. En su vertiente política, cuando se proclamó la Segunda República en abril de 1931, formó parte de comisión gestora del Ayuntamiento de Palma, como miembro del Partido Republicano Federal de Mallorca. En enero de 1933 fue elegido alcalde, y su gestión se caracterizó por el acento en las medidas sanitarias y de beneficencia. Dimitió en diciembre de 1933. En esa época se incorporó a la logia masónica Pitágoras 20 pero la abandonó dos años después.
El golpe de Estado de 1936 que dio inicio a la Guerra Civil le obligó a huir de los sublevados desde Mallorca hacia el Marruecos francés, lo que pudo hacer gracias a las gestiones del cónsul británico Allan Hillgarth. Pasó un tiempo en Casablanca pero se trasladó a México donde falleció exiliado en 1944.